# Русаков, Сергей Владимирович
Серге́й Влади́мирович Русако́в (род. 25 сентября 1954, Молотов) — советский и российский математик, доктор физико-математических наук, профессор, заведующий кафедрой прикладной математики и информатики механико-математического факультета Пермского университета. В ПГНИУ является лидером научного направления «Моделирование, анализ и управление сложными динамическими системами».

## Биография
В 1977 году окончил механико-математический факультет Пермского университета по специальности «Прикладная математика».
В 1981 году прошёл аспирантуру, а в 1992 году — докторантуру на факультете вычислительной математики и кибернетики Московского университета с присвоением степеней кандидат физико-математических наук (1982) и доктор физико-математических наук (1993).
Ассистент (1977—1978, 1982—1984), старший преподаватель (1984—1989), доцент (1992—1993) кафедры прикладной математики, профессор (1993—1999) кафедры прикладной математики и информатики Пермского университета. В 1993—2009 годах — директор вычислительного центра (ВЦ-ЦНТО) ПГУ.
С 1999 года — заведующий кафедрой прикладной математики и информатики Пермского университета; с 2008 года — директор центра современных технологий обучения Регионального института непрерывного образования ПГУ.
Член учёных советов механико-математического факультета Пермского университета (с 1993) и Пермского университета (с 1994).
Входил в состав специализированного совета по защите докторских диссертаций Д 212.189.06 в Пермском университете, специализированного совета по защите докторских диссертаций ДСП 215.040.02 в Пермском военном институте ракетных войск (1999—2003), совета ДМ 212.188.09 на базе ПНИПУ и совета ПГНИУ по специальности 08.00.13 — Математические и инструментальные методы экономики (с 2014).
Супруга Ольга Леонидовна — кандидат физико-математических наук, доцент, заместитель декана по методической работе ММФ ПГНИУ.

## Научная деятельность
Основные работы С. В. Русакова за 1980–1990-е годы посвящены разделу вычислительной математики, связанному с численными методами для задач механики жидкости и газа (монография "Разностные сплайн-схемы для задач тепло- и массопереноса", 1990), базирующимися на сплайн-аппроксимациях. Основная область приложения разработанных методов — аэро-гидродинамика, естественная и вынужденная конвекция несжимаемой жидкости и сжимаемого газа.
В последние годы в область его научных интересов вошли задачи по интеллектуальному анализу данных. Активно занимается преподавательской деятельностью, Подготовил более 40 выпускников (специалистов, бакалавров, магистров), 10 кандидатов наук.

## Награды
- Медаль им. Л. Эйлера «За заслуги» механико-математического факультета Пермского университета (2005).
- Нагрудный знак «Почетный работник высшего профессионального образования» (2006).
- Почётное звание «Заслуженный работник высшей школы Российской Федерации» (2013)[6].

## Избранные публикации
Научные статьи — 81, монографии — 3, учебники (учебные пособия) — 25, научно-методические работы — 52.
Свидетельства Роспатента: патенты на изобретения — 6, полезная модель — 1, программы для ЭВМ — 2.

### Статьи
- Пасконов В. М., Петухова Т. П., Русаков С. В. Применение одной неявной итерационной разностной схемы к решению нестационарных уравнений Навье-Стокса // В кн. Вычислительная математика и математическое обеспечение ЭВМ. М., МГУ, 1985, С. 216—231.
- Paskonov, V. M., Petukhova, T. P., Rusakov, S. V. Application of an implicit iterative difference scheme for the solution of nonstationary Navier-Stokes equations // Computation Mathematics and Modeling, 1(1), 1990. P. 107—117.
- Русаков С. В. Сплайн-схемы с экспоненциальной поправкой для расчета течений вязкой жидкости // Гидродинамика и процессы тепло-массообмена. Свердловск, УрО АН СССР, 1989, С. 100—111.
- Русаков С. В. Разностные сплайн-схемы для задач тепло- и массопереноса. Иркутск: Изд-во Иркут. ун-та. 1990. 125 с.
- Русаков С. В. Особенности ветвления решений конвективных течений газа при подогреве снизу в широком диапазоне перепадов температур // Известия РАН. Механика жидкости и газа, 1993, № 3. С.163-166.
- Rusakov S. V. Birfucation of solutions for convecttve flows of gas heated below in a wide range of pressure differences // Fluid Dynamics 28(3), 1993. P. 422—424.
- Русаков С. В. Параметрическая сплайн-схема для задач динамики вязкой жидкости // Доклады Академии наук, Математика, 1993, Т. 328, № 3. С. 292—295.
- Rusakov S. V. A Parametrical Difference Spline Scheme For Problems Of The Dynamics Of a Viscous Fluid // Russian Acad. Sci. Dokl. Math. Vol. 47 (1993), №. 1. P. 73-78.
- Rusakov S. V. A different spline scheme for numerical simulation of thermal convection // Computation Mathematics and Modeling, 5(2), 1994. P. 127—132.
- Abramov A. A., Rusakov S. V. Exponential difference scheme for numerical simulation of viscous gas flow // Computation Mathematics and Modeling. 5(2), 1994. P. 133—138.
- Русаков С. В. Разностная сплайн-схема для моделирования конвективных течений на основе полных уравнений Навье-Стокса // В сб. Математическое моделирование и решение обратных задач математической физики. М., изд.-во МГУ, 1994. С. 42-49.
- Rusakov S. V. Difference spline scheme for modeling of convective flows using full Navier — Stokes equations //Computation Mathematics and Modeling, 6(1), 1995. P. 127—132.
- Русаков С. В. Компьютерные информационные технологии в учебном процессе Пермского университета: настоящее и ближайшие перспективы // Вестн. Перм. ун-та. Вып. 3. Университетское образование.1996. С. 110—114.
- Русаков С. В., Русакова О. Л., Шестакова Л. В. Тестовая форма контроля для базового курса ОИВТ // Информатика и образование. 1997. № 6. С. 39-44.
- Семакин И. Г., Русаков С. В. Региональная программа базового курса информатики // Информатика и образование. 1999. № 4. С. 22-28.
- Суслонов В. М., Миков А. И., Русаков С. В. Пермский государственный университет: подготовка кадров для Западно-уральского региона // Там же. С. 29-32.
- Русаков С. В., Перескокова О. И. Автоматическая генерация тестов с заданными свойствами и анализ результатов тестирования // Вестн. Перм. ун-та. 2001. Вып.4. Университетское образование. Университеты в формировании специалиста XXIвека. С. 105—114
- Русаков С. В., Миндоров Н. И., Белозерова Т. С. Методика организации и проведения практического занятия в компьютерном классе // Там же. Вып. 5. Информационные системы и технологии. С. 11-15.
- Русаков С. В., Миндоров Н. И. Кибернетическая модель практического занятия в компьютерном классе // Педагогическая информатика. 2002. № 3. С. 34-42.
- Миндоров Н. И., Русаков С. В. Практическое занятие в компьютерном классе как система массового обслуживания // Там же. № 4. С. 33-39.
- Русаков С. В., Миндоров Н. И., Белозерова Т. С. Программно-методическое обеспечение организации и проведения практического занятия в компьютерном классе // Вестн. Перм. ун-та. 2003. Вып. 6. Информационные системы и технологии. С. 5-9.
- Калинина Т. Б., Миндоров Н. И., Русаков С. В. Объектно-ориентированное проектирование в базовом курсе информатики // Информатика. № 10. 2006. С. 26-29.
- Бабушкина Е. В., Русаков С. В. Кластерный анализ специальностей в области информационных технологий в российском высшем образовании // Вестн. Перм. ун-та. Сер. Информационные системы и технологии. 2009. Вып. 9 (35). С. 5-9.
- Калиберда Е. Л., Русаков С. В. Опыт обучения учащихся технологиям Web2.0 в рамках дистанционного турнира по информатике и информационным технологиям // Дистанционное и виртуальное образование. 2010. № 3 (33). Март. С. 4-9.
- Бабушкина Е. В., Калиберда Е. В., Русаков С. В. Роль системы переподготовки учителей в повышении активности использования сетевых социальных сервисов в системе общего образования Оренбургской области // Вестн. Перм. ун-та. Сер. Математика. Механика. Информатика. 2010. Вып. 2 (2). С. 67-71.
- Русаков С. В., Семакин И. Г., Хеннер Е. К. Анализ структуры подготовки специалистов по информатике в системе высшего профессионального образования // Вопросы образования. 2010. № 3. С. 135—151.
- Имакаев В. Р., Русаков С. В., Семакин И. Г., Хеннер Е. К. Новые подходы к организации и обеспечению самостоятельной работы студентов // Актуальные проблемы реализации образовательных стандартов нового поколения в условиях университетского комплекса: матер. Всерос. науч.-метод. конф. / Оренбург. гос. ун.-т. Оренбург, 2011. С. 1557—1565.
- Русаков С. В., Шуваев Н. В. Численное моделирование обтекания газовым потоком колеблющейся лопатки // Вычисл. мех. сплош. сред. 2011. Т. 4. № 1. С. 101—108.
- Rusakov S. V., Shuvaev N. V. Numerical modeling of gas flow around oscillating compressor blades // Fluid Dynamics 46(4), 2011. P. 665—671.
- Nurbakova D., Rusakov S., Alexanrov V. Quantifying Uncertainty in Phylogenetic Studies of the Slavonic Languages // Proceedings of the International Conference on Computational Science, ICCS 2013. Procedia Computer Science. Volume 18, 2013. P. 2269—2277 (Elsevier).
- Babushkina E. V., Rusakov V. S., Rusakov S. V., Shchipanov A., Berenblyum R. A., Khrulenko A. A. Forecasting IOR/EOR Potential Based on Reservoir Parameters // Proceedings of the 17th European Symposium on Improved Oil Recovery — IOR 2013. St. Petersburg, Russia, 16-18 April 2013, P. 22.[6]

### Монографии
- Русаков С. В. Разностные сплайн-схемы для задач тепло- и масасопереноса. Иркутск: Изд-во Иркутского ун-та, 1990. 125 с.
- Лебедева Т. Н., Миндоров Н. И., Перескокова О. И., Русаков С. В. Занятие в компьютерном классе: математические модели содержания, методики проведения и контроля / под общ. ред. С. В. Русакова и Н. И. Миндорова; Перм. ун-т. Пермь, 2005. 193 с.
- Русаков С. В., Семакин И. Г., Соловьева Т. Н., Хеннер Е. К. Анализ системы подготовки специалистов по информатике и информационным технологиям в российских вузах / Перм. ун-т. Пермь, 2010. 180 с.

### Учебно-методические пособия
- Залогова Л. А., Русаков С. В., Русакова О. Л., Семакин И. Г., Шестакова Л. В. Региональная программа учебного курса «Основы информатики и вычислительной техники» для 8–9 классов // Бюллетень лаборатории информатизации образования / ГУО Перм. обл. Пермь, 1994. № 1. 131 с.
- Залогова Л. А., Русаков С. В., Семакин И. Г., Хеннер Е. К., Шестакова Л. В. Основы информатики и вычислительной техники в базовой школе: пособие для учителей / ГУО Перм. обл., лаб. инфор. образования Перм. обл. Пермь, 1995. 346 с.
- Технологии Web2.0 (сервисы социальных сетей) в обучении : учеб.-метод. пособие / Е. Л. Калиберда, Г. Н. Овчинникова, О. И. Перескокова; под общ. ред. С. В. Русакова; Перм. гос. ун-т. Пермь, 2011. 116 с. // Свидетельство о регистрации электронного ресурса "17179, Объединенный фонд электронных ресурсов «Наука и образование», 14.06.2011.
- Моделирование нелинейной диффузии реагирующей бинарной смеси / Моисеенков М. С., Русаков С. В.  / Свидетельство о регистрации на программный продукт, 19.01.2012.[6]

### Свидетельство Роспатента
- Белозерова Т. С., Миндоров Н. И., Русаков С. В. Свидетельство о гос. регистрации программ для ЭВМ № 2010612603 от 15.04.2010 «Учебно-методический комплекс „Информатика. Основы работы ЭВМ“».
- Русаков С. В., Бабушкина Е. В., Русаков В. С. Свидетельство о государственной регистрации программ для ЭВМ (Роспатент) №2011616906 от 06.09.2011 Кластерная обработка данных.
- Русаков С. В., Русаков В. С., Махалова Т. П., Ваганов К. А., Ярешко А. А., Шитиков В. А., Фомина Ю. В., Чугунов Л. М. Свидетельство о государственной регистрации программ для ЭВМ (Роспатент) №2015610246 от 12.01.2015 «Интеллектуальная программа расчета результатов применения виброволновой технологии».